# 冷劲松
冷劲松（1968年9月—），男，中国智能结构力学专家，哈尔滨工业大学教授、博士生导师，中国复合材料学会常务理事，英国物理学会会士、欧洲科学院外籍院士、中国科学院院士。